# Hôpital Pikpa de Leros
 (septembre 2009).
Améliorez-le ou discutez des points à vérifier. 
En 1959 en Grèce, fut fondé l'hôpital psychiatrique de Leros Pikpa, mais durant la Junte des colonels, l'île servit aussi de lieu d'exil aux dissidents politiques. Cet hôpital fut en ligne de mire en 1989 au sujet de la maltraitance de 3 000 patients. En 1990, mise en œuvre d'un programme pour l'amélioration de leurs conditions de vie. L'hôpital est filmé en 1995 et fait l'objet d'un reportage photographique d'Alex Majoli en 1994.